# Hippeophyllum biakenae
Hippeophyllum biakenae är en orkidéart som beskrevs av Johannes Jacobus Smith. Hippeophyllum biakenae ingår i släktet Hippeophyllum och familjen orkidéer. Inga underarter finns listade i Catalogue of Life.